# Koferdam (hydrotechnika)

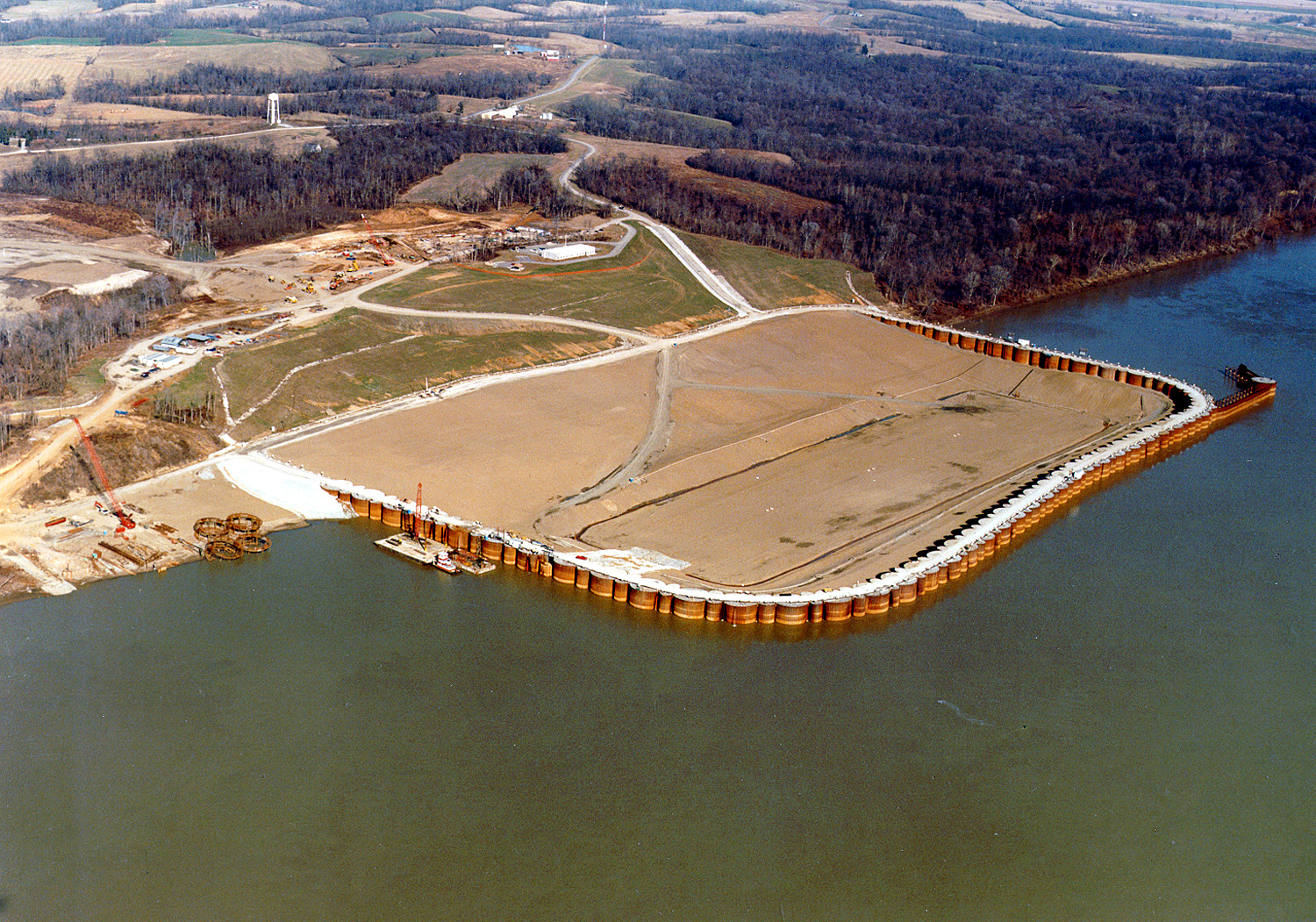
Koferdam postawiony podczas prac na rzece Ohio

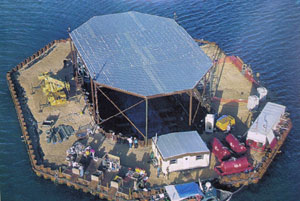
Koferdam zastosowany do uzyskania suchego doku podczas prac przy zatopionym statku La Belle

Koferdam – tymczasowa konstrukcja hydrotechniczna z falistych profili blaszanych (na przykład typu Larsena) stosowana jako grobla stawiana podczas prac wodnych w celu ich wykonania w środowisku bez wody, a także uniemożliwienia lub utrudnienia wodzie dostępu do miejsca prac. 
Zastosowania koferdamów to:
- budowa lub naprawa platform wiertniczych, mostów, zapór i  innych budowli hydrotechnicznych
- umacnianie nabrzeży i koryt rzek
- suche doki dla statków
- fortyfikacje.